# Dveře do léta
Dveře do léta (anglicky The Door into Summer) je vědecko-fantastický román amerického spisovatele Roberta A. Heinleina, který poprvé vyšel jako seriál na pokračování v magazínu The Magazine of Fantasy & Science Fiction v roce 1956 (říjen, listopad a prosinec). Knižně jej vydalo nakladatelství Doubleday v roce 1957.
Česky vyšla kniha poprvé roku 1984 v překladu Pavla Medka v nakladatelství Odeon, v edici Čtení na dovolenou.
Ústředním motivem knihy je cestování v čase. Název knihy vychází z poznámky autorovy ženy Virginie, která podotkla na adresu jejich kocoura, který nechtěl jít ven do zimy, když měl otevřené dveře: „Hledá dveře do léta.“ Heinlein pak román napsal za pouhých 13 dní.

## Česká vydání
- Dveře do léta, 1. vydání, Odeon, Praha, edice Čtení na dovolenou, 1984, ISBN 80-901280-9-2, překlad Pavel Medek, 240 stran, brožovaná, náklad 45 000 ks [6]
- Dveře do léta, 2. vydání, Laser, edice SF č. 56, 1995, ISBN 80-7193-001-6, překlad Pavel Medek, 255 stran, brožovaná
- Dveře do léta, 3. vydání, Laser-books, edice Mistrovská díla science fiction č. 37, 2012, ISBN 978-80-7193-355-7, překlad Pavel Medek, 256 stran, brožovaná